# Evergestis funalis
Evergestis funalis is een vlinder uit de familie van de grasmotten (Crambidae). De wetenschappelijke naam van de soort is voor het eerst gepubliceerd door Augustus Radcliffe Grote.
De soort komt voor in Canada en de Verenigde Staten.